# Tongues Untied
Tongues Untied (bra: Línguas Desatadas) é um documentário experimental americano de 1989 dirigido por Marlon T. Riggs e estrelado por Riggs, Essex Hemphill e Brian Freeman. O filme busca, nas palavras de seu autor, "...quebrar o silêncio brutal da nação em questões de diferença sexual e racial."
Em 2022, o filme foi selecionado para preservação no National Film Registry dos Estados Unidos pela Biblioteca do Congresso como sendo "culturalmente, historicamente ou esteticamente significativo".

## Conteúdo
O filme mistura documentário com relatos pessoais e poesia na tentativa de retratar a especificidade da identidade gay negra. O “silêncio” a que se refere ao longo do filme é o dos homens gays negros, que não conseguem se expressar por causa dos preconceitos da sociedade heterossexual branca e negra, bem como da sociedade gay branca.
Riggs traz consciência para os problemas que os homens gays negros enfrentam. Eles são excluídos das comunidades gays porque essas comunidades são centradas nos brancos e não conseguem compreender as identidades que se cruzam entre raça e sexualidade. Riggs vivenciou isso em São Francisco, Califórnia, no distrito de Castro, onde afirma: “Estava imerso na baunilha” e testemunhou a ausência da imagem negra gay.
Além disso, Riggs dá exemplos de meios de comunicação em que homens negros são hipersexualizados para o prazer sexual dos brancos e retratam indivíduos negros de forma racista. Os homens negros gays são colocados numa divisão porque as suas vozes são excluídas destas comunidades LGBTQIA+, mas os seus corpos são sexualizados para o prazer de ver os brancos.
Além disso, supõe-se que os homens negros representem a hipermasculinidade e, quando os homens negros gays se associam à homossexualidade, são vistos como fracos. Com sua identidade gay, entretanto, espera-se que um homem negro seja hiperfeminino e hipermasculino. Estes são os estereótipos e estigmas que oprimem os homens negros gays.
Nas suas comunidades negras, a homofobia negra também está presente. Riggs exibe imagens de líderes religiosos pregando que os relacionamentos gays são uma abominação e ativistas políticos negros que consideram ser negro e gay um conflito de lealdades.
A estrutura narrativa de Tongues Untied é não linear e não convencional. Além de incluir documentários detalhando a cultura gay negra norte-americana, Riggs também conta sobre suas próprias experiências como homem gay. Estas incluem a compreensão da sua identidade sexual e a capacidade de lidar com a morte de muitos dos seus amigos devido à AIDS. Outros elementos do filme incluem imagens do Movimento dos Direitos Civis e clipes de Eddie Murphy realizando uma apresentação homofóbica de stand-up.
O documentário tratou da crítica simultânea às políticas de racismo, homofobia e exclusão, interligadas com as políticas sexuais contemporâneas. O filme faz parte de um conjunto de filmes e vídeos que examinam questões centrais na vida de lésbicas e gays negros. O trabalho de Riggs desafiou os limites genéricos de conformidade do documentário naquela época.

## Lançamento e recepção
Na época de seu lançamento, o filme foi considerado polêmico por retratar francamente dois homens se beijando. O candidato presidencial Pat Buchanan citou Tongues Untied como um exemplo de como o presidente George H. W. Bush estava usando o dinheiro dos contribuintes para financiar a "arte pornográfica". Em sua defesa, Riggs afirmou que, "Implícita na retórica muito sobrecarregada dos padrões comunitários está a suposição de apenas uma comunidade central (patriarcal, heterossexual e geralmente branca) e apenas um padrão cultural abrangente, ditto."

## Controvérsia sobre transmissão
Quando Tongues Untied foi programado para ser exibido na série de televisão POV na PBS (e mesmo antes de ser transmitido), desencadeou uma controvérsia nacional. Junto com seus próprios fundos, Riggs financiou o documentário com uma doação de US$ 5.000 do Western States Regional Arts Fund, uma agência de re-doação financiada pelo Fundo Nacional Para as Artes, uma agência federal independente que fornece financiamento e apoio para artistas visuais, literários e performáticos. POV também recebeu financiamento do Fundo Nacional Para as Artes no valor de US$ 250.000.
A notícia da exibição iminente do filme gerou um debate nacional sobre se é ou não apropriado para o governo federal dos Estados Unidos financiar criações artísticas que ofenderam alguns.
O reverendo Donald E. Wildmon, presidente da American Family Association, atacou a PBS e o Fundo Nacional Para as Artes por exibirem Tongues Untied, mas esperava que o filme fosse amplamente visto, porque acreditava que a maioria dos americanos o acharia ofensivo. “Esta será a primeira vez que milhões de americanos terão a oportunidade de ver em que tipo de coisas está a ser gasto o dinheiro dos seus impostos”, disse ele. "Esta é a primeira vez que não há terceiros lhes dizendo o que está acontecendo; eles podem ver por si mesmos."
Riggs defendeu o filme, dizendo que o objetivo era "quebrar o silêncio brutal desta nação sobre questões de diferença sexual e racial". Ele observou que o ataque generalizado à PBS e ao Fundo Nacional Para as Artes em resposta ao filme era previsível, uma vez que "qualquer instituição pública apanhada a desviar-se da sua moralidade puritana é inexoravelmente criticada por contribuir para a decadência social da nação".
Riggs disse, "implícito na retórica sobrecarregada sobre 'padrões comunitários' está a suposição de apenas uma comunidade central (patriarcal, heterossexual e geralmente branca) e apenas um padrão cultural abrangente ao qual a programação de televisão deve necessariamente apelar." Riggs afirmou que, ironicamente, a campanha de censura contra Tongues Untied na verdade trouxe mais publicidade ao filme do que teria recebido de outra forma e, assim, aumentou a sua eficácia em desafiar os padrões sociais em relação às representações de raça e sexualidade.
Marc Weiss, produtor executivo da POV, e Jennifer Lawson, vice-presidente de programação da PBS, defenderam vigorosamente a transmissão e, embora algumas emissoras de TV públicas não tenham exibido o filme, muitas emissoras o fizeram, dizendo que deveria ser disponível para quem quisesse ver.
A transmissão do filme foi criticada por vários senadores conservadores dos Estados Unidos, que se opuseram veementemente à utilização do dinheiro dos contribuintes para financiar o que acreditavam ser pornografia.
Ao mesmo tempo, a transmissão nacional de Tongues Untied foi aplaudida por muitos outros que defenderam veementemente o trabalho, entre eles People for the American Way, de Norman Lear.
Nas primárias presidenciais republicanas de 1992, o candidato presidencial Pat Buchanan citou Tongues Untied como um exemplo de como o presidente George H. W. Bush estava investindo "nossos impostos em arte pornográfica e blasfema". Buchanan lançou um anúncio de televisão anti-Bush para sua campanha usando clipes reeditados de Tongues Untied que violavam a lei de direitos autorais dos Estados Unidos. O anúncio foi rapidamente removido dos canais de televisão depois que Riggs demonstrou com sucesso a violação de direitos autorais de Buchanan.

## Legado
O ano de 2019 marcou o 30º aniversário do lançamento de Tongues Untied e 25 anos desde a morte de Riggs. O que começou como uma ideia formulada pela presidente da Signifyin' Works, Vivian Kleiman, acabou ganhando o apoio da Fundação Ford, e a Signifyin' Works semeou eventos internacionais para apresentar o trabalho a uma nova geração. Uma retrospectiva de nove dias com curadoria de Ashley Clark foi lançada na Brooklyn Academy of Music e foi intitulada Race, Sex & Cinema: The World of Marlon Riggs. As discussões e painéis foram liderados por pessoas como Raquel Gates, Yance Ford, Vivian Kleiman, Steven Thrasher, Katherine Cheairs, Herman Gray e Steven G. Fullwood.
Em maio de 2019, o Prêmio Peabody homenageou Marlon e Tongues Untied com uma homenagem, apresentada por Billy Porter da premiada série da FX Pose. Em conversa antes do evento com Vivian Kleiman, ele lembrou que viu Tongues Untied quando foi ao ar na PBS, e o filme mudou sua vida e lhe deu voz desde cedo.
Para comemorar o 30º aniversário do Teddy Awards, o filme foi selecionado para ser exibido no 66º Festival Internacional de Cinema de Berlim, em fevereiro de 2016.
O crítico geral do The New York Times, Wesley Morris, escreveu "Tongues Untied é o álbum de recortes inclassificável de Riggs sobre a sensibilidade do homem negro gay (um turbilhão alucinatório de estilo, memória, psicologia).... Esta é uma narrativa que surge da alegria, da dor e do orgulho (O antepassado emocional mais claro de Riggs é James Baldwin)."
No site agregador de críticas Rotten Tomatoes, o filme detém uma pontuação de 100% com base em 12 críticas, com uma classificação média de 6,4/10.
Em 2022, o filme foi selecionado para preservação no National Film Registry dos Estados Unidos pela Biblioteca do Congresso como sendo "culturalmente, historicamente ou esteticamente significativo".